# Aeroporto de Mineiros
O Aeroporto de Mineiros (IATA: ***, ICAO: SWME) é um aeroporto localizado na cidade de Mineiros, no estado de Goiás. Situado a 364 quilômetros da capital Goiania. Sua pista tem comprimento de 1.100m e 40m de largura, suas operações são somente diurnas. E seu movimento é focado em aeronaves de pequeno e médio porte.